# Fiyi en los Juegos Olímpicos de Lillehammer 1994
Fiyi estuvo representado en los Juegos Olímpicos de Lillehammer 1994 por un deportista masculino que compitió en esquí de fondo.
El portador de la bandera en la ceremonia de apertura fue el esquiador de fondo Rusiate Rogoyawa. El equipo olímpico fiyiano no obtuvo ninguna medalla en estos Juegos.